# دمپختک
دمپختک یک خوراک سنتی با پایه برنج است و در نقاط مختلف با توجه به ذائقه آن منطقه با تفاوت‌های کوچکی پخته می‌شود. رایج‌ترین نوع دمپختک، دمپختک گوجه است. این غذا در قحطی جنگ جهانی اول یا سال دمپختکی بسیار مورد استفاده بود.
این غذا در واقع ترکیبی از برنج با مواد طعم‌دهنده دیگر است که به روش دمی پخته می‌شود و با چلو تفاوت دارد.

## طرز تهیه
ابتدا پیازداغ با ادویه دلخواه تهیه می‌شود و سپس گوجه و کمی رب اضافه می‌شود. لپه باقالی قبلاً خیسانده را برای چند دقیقه می‌جوشانند تا قدری نرم شود. برنج خیس‌خورده را به همراه باقالی، سس گوجه و کمی آب می‌پزند تا سس جذب برنج شود، سپس آن را دم می‌دهند.